# عصوية ذهبية تكاكيوية
عصوية ذهبية تكاكيوية (الاسم العلمي: Chryseobacterium takakiae) هي نوع من البكتيريا، سلبية الغرام، تتبع جنس عصوية ذهبية.